# Siberi
Siberi je vesnice v estonském kraji Lääne-Virumaa, samosprávně patřící do obce Viru-Nigula.
Vesnice byla založena roku 1881 jako sídliště pro dělníky cementárny v Kundě. Původně byla pojmenována Liiva, avšak již záhy převážilo lidové označení Siberi („Sibiř“) podle neúrodné půdy a bažinatého okolí.

## Významní rodáci
- Jüri Parijõgi, spisovatel